# Bielorrússia nos Jogos Olímpicos de Inverno de 2014

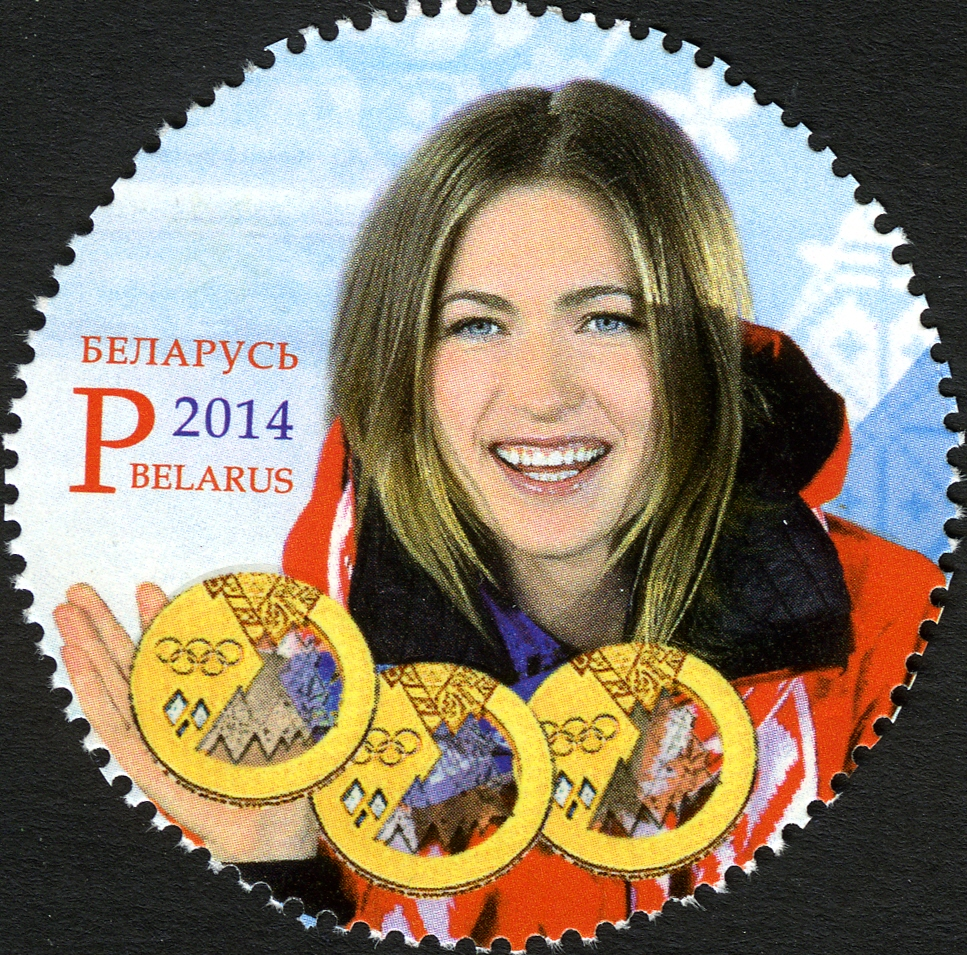
Selo bielorrusso de 2014 em comemoração das três medalhas de ouro ganhas por Darya Domracheva.

A Bielorrússia participou nos Jogos Olímpicos de Inverno de 2014, realizados na cidade de Sóchi, na Rússia. Foi a sexta aparição do país em Olimpíadas de Inverno.

## Medalhas
| Atleta            | Esporte            | Evento                    | Medalha |
| ----------------- | ------------------ | ------------------------- | ------- |
| Darya Domracheva  | Biatlo             | Perseguição feminino      | Ouro    |
| Darya Domracheva  | Biatlo             | Individual feminino       | Ouro    |
| Alla Tsuper       | Esqui estilo livre | Aerials feminino          | Ouro    |
| Darya Domracheva  | Biatlo             | Largada coletiva feminina | Ouro    |
| Anton Kushnir     | Esqui estilo livre | Aerials masculino         | Ouro    |
| Nadezhda Skardino | Biatlo             | Individual feminino       | Bronze  |

Legenda
| Recorde mundial      | Recorde mundial (World record)               |                       | Recorde africano                      | Recorde africano (African) |                                           | Q | Classificado por posição (Qualified) |
| Recorde olímpico     | Recorde olímpico (Olympic record)            | Recorde da América    | Recorde da América (Americas)         | q                          | Classificado por melhor tempo (Qualified) |   |                                      |
| Melhor marca do ano  | Melhor marca do ano (World leading)          | Recorde asiático      | Recorde asiático (Asian)              | DNS                        | Não largou (Did not start)                |   |                                      |
| Recorde nacional     | Recorde nacional (National record)           | Recorde europeu       | Recorde europeu (European)            | DNF                        | Não terminou (Did not finish)             |   |                                      |
| Recorde pessoal      | Recorde pessoal do atleta (Personal best)    | Recorde da Oceania    | Recorde da Oceania (Oceania)          | DSQ / DQ                   | Desclassificado (Disqualified)            |   |                                      |
| Recorde da temporada | Recorde da temporada do atleta (Season best) | Recorde sul-americano | Recorde sul-americano (South America) | NM                         | Sem marca (No mark)                       |   |                                      |